# Canton des Mées
Le canton des Mées est une ancienne division administrative française située dans le département des Alpes-de-Haute-Provence et la région Provence-Alpes-Côte d'Azur.

## Composition
Le canton des Mées regroupait six communes :
| Nom                  | Code Insee | Intercommunalité                        | Population (dernière pop. légale) |
| -------------------- | ---------- | --------------------------------------- | --------------------------------- |
| Les Mées (chef-lieu) | 04116      | CA Provence-Alpes Agglomération         | 3 629 (2014)                      |
| Le Castellet         | 04041      | CA Durance-Luberon-Verdon Agglomération | 294 (2014)                        |
| Entrevennes          | 04077      | CA Durance-Luberon-Verdon Agglomération | 160 (2014)                        |
| Malijai              | 04108      | CA Provence-Alpes Agglomération         | 1 990 (2014)                      |
| Oraison              | 04143      | CA Durance-Luberon-Verdon Agglomération | 5 792 (2014)                      |
| Puimichel            | 04156      | CA Durance-Luberon-Verdon Agglomération | 203 (2014)                        |

## Histoire
À la suite du décret du 24 février 2014, le canton a été supprimé, fin mars 2015, pour les élections départementales de 2015. Les communes ont rejoint les nouveaux canton de Digne-les-Bains-2, canton d'Oraison et canton de Riez.

## Administration

### Conseillers généraux de 1833 à 2015
| Période | Période                   | Identité                           | Étiquette             | Qualité |
| ------- | ------------------------- | ---------------------------------- | --------------------- | --- |
| 1833    | 1839                      | Alexandre Martin Taxil (1798-1871) |                       | Notaire et avocat aux Mées                                                                                         |
| 1839    | 1852                      | Jacques Denoize                    |                       | Propriétaire et notaire aux Mées                                                                                   |
| 1852    | 1871                      | Henri Raybaud-Lange                |                       | Directeur de la ferme-école Maire des Mées                                                                         |
| 1871    | 1895 (décès)              | Léopold Richaud                    | Républicain           | Avoué, avocat, Sénateur (1894-1895), conseiller d'arrondissement                                                   |
| 1895    | 1901                      | Marius Galfard                     | Républicain           | Propriétaire et sériciculteur à Oraison                                                                            |
| 1901    | 1910                      | Pierre-Archange Aubert             | Rad.                  | Médecin à Oraison                                                                                                  |
| 1910    | 1923 (décès)              | Justin Barou                       | Républicain démocrate | Juge de paix à Hérisson (Allier), puis à Thizy (Rhône) Propriétaire agriculteur au Plan-des-Mées à Oraison         |
| 1923    | 1941 (démission d'office) | Victor Gérard                      | SFIO                  | Propriétaire Maire d'Oraison (1919-1941) Révoqué par le Gouvernement de Vichy                                      |
|         |                           |                                    |                       | |
| 1943    | 1945                      | Eugène Manuel                      | Droite                | Maire des Mées, ancien conseiller d'arrondissement Nommé conseiller départemental en 1943                          |
|         |                           |                                    |                       | |
| 1945    | 1951 (démission)          | René Richaud                       | PCF                   | Percepteur Maire des Mées                                                                                          |
| 1951    | 1959 (décès)              | Paul Jouve                         | SFIO                  | Chirurgien Maire de Digne (1946-1947) Sénateur (1946-1948)                                                         |
| 1959    | 1970                      | Marcel Sauvecane (1907-1975)       | SFIO                  | Agent EDF Maire d'Oraison (1947-1975)                                                                              |
| 1970    | 1982                      | Raymond Philippe                   | PCF                   | Ouvrier des produits chimiques Maire des Mées (1971-2012)                                                          |
| 1982    | 2001                      | Jean-Baptiste Santucci (1925-2004) | PS                    | Maire d'Oraison (1975-1995)                                                                                        |
| 2001    | 2015                      | Serge Sardella                     | DVD                   | Président de la Cité Européenne de la Culture et du Commerce Durable, Oraison Élu en 2015 dans le canton d'Oraison |

### Conseillers d'arrondissement (de 1833 à 1940)
| Période                                  | Période          | Identité               | Étiquette               | Qualité |
| ---------------------------------------- | ---------------- | ---------------------- | ----------------------- | --- |
| 1833                                     | 1836             | M. Martin              |                         | Propriétaire, ancien maire d'Oraison                                                                        |
| 1836                                     | 1842             | Jean Astoin            |                         | Propriétaire à Oraison                                                                                      |
|                                          |                  |                        |                         | |
| 1867                                     | 1871             | Léopold Richaud        | Républicain             | Avoué, avocat au barreau de Digne                                                                           |
| 1892                                     | 1898             | M. Roux                | Républicain             | |
| 1898                                     | 1899 (démission) | Achille Esmieux        |                         | Négociant aux Mées                                                                                          |
| 1900                                     | 1910             | M. Reymond             |                         | |
| 1910                                     |                  | Eugène Manuel (1873-?) | Républicain indépendant | Cultivateur, maire des Mées                                                                                 |
|                                          |                  |                        |                         | |
| 1934                                     | 1940             | M. Reynaud             | SFIO                    | |
| 1940                                     |                  |                        |                         | Les conseils d'arrondissement ont été suspendus par la loi du 12 octobre 1940 et n'ont jamais été réactivés |
| Les données manquantes sont à compléter. |                  |                        |                         | |

## Démographie
| 1962  | 1968  | 1975  | 1982  | 1990  | 1999  | 2006   | 2011   | 2012   |
| ----- | ----- | ----- | ----- | ----- | ----- | ------ | ------ | ------ |
| 6 678 | 6 151 | 6 610 | 7 305 | 8 316 | 9 269 | 10 725 | 11 716 | 11 795 |

## Sources